# Willem Cammenga
Willem Cammenga (Leeuwarden, 25 mei 1835 – Groningen, 14 december 1857) was een Nederlands organist.
Hij werd geboren binnen het gezin van horlogemaker Petrus Cammenga en Albertje Frantzen. Hijzelf bleef ongehuwd.
Hij kreeg piano- en orgellessen in Leeuwarden door plaatselijke leraren Wilco Leeuwes en R.R.E. Frank, die organist van de Grote of Jacobijnerkerk in Leeuwarden was. Hij was reeds op zestienjarige leeftijd de organist van de Mennonietenkerk in Leeuwarden, maar trad ook op als vervanger van Frank. In 1852 trok hij naar Leipzig om er lessen te volgen bij Ignaz Moscheles, Carl Ferdinand Becker, Moritz Hauptmann en Karl Franz Brendel. Hij kreeg ook les van Johann Gottlob Schneider in Dresden. In 1854 was hij terug in Leeuwarden om er in 1855 organist te worden van de Waalse Kerk. In datzelfde jaar werd hij nog organist van de Aa-kerk in Groningen. Hij constateerde direct dat het kerkorgel van Arp Schnitger in behoorlijk verval was geraakt. Het herstel, waaraan Petrus van Oeckelen in 1857 begon, heeft hij door zijn vroege dood in datzelfde jaar niet meer meegemaakt.
Van zijn hand verscheen een beperkt aantal werken:
- Psalm 100 voor gemengd koor en orgel
- Enkele liederen
- Adagio voor orgel
- Lieder ohne Worte voor piano
- Bewerking van de Symfonie in C-majeur van Franz Schubert voor orgel.